# Interstellar Mapping and Acceleration Probe

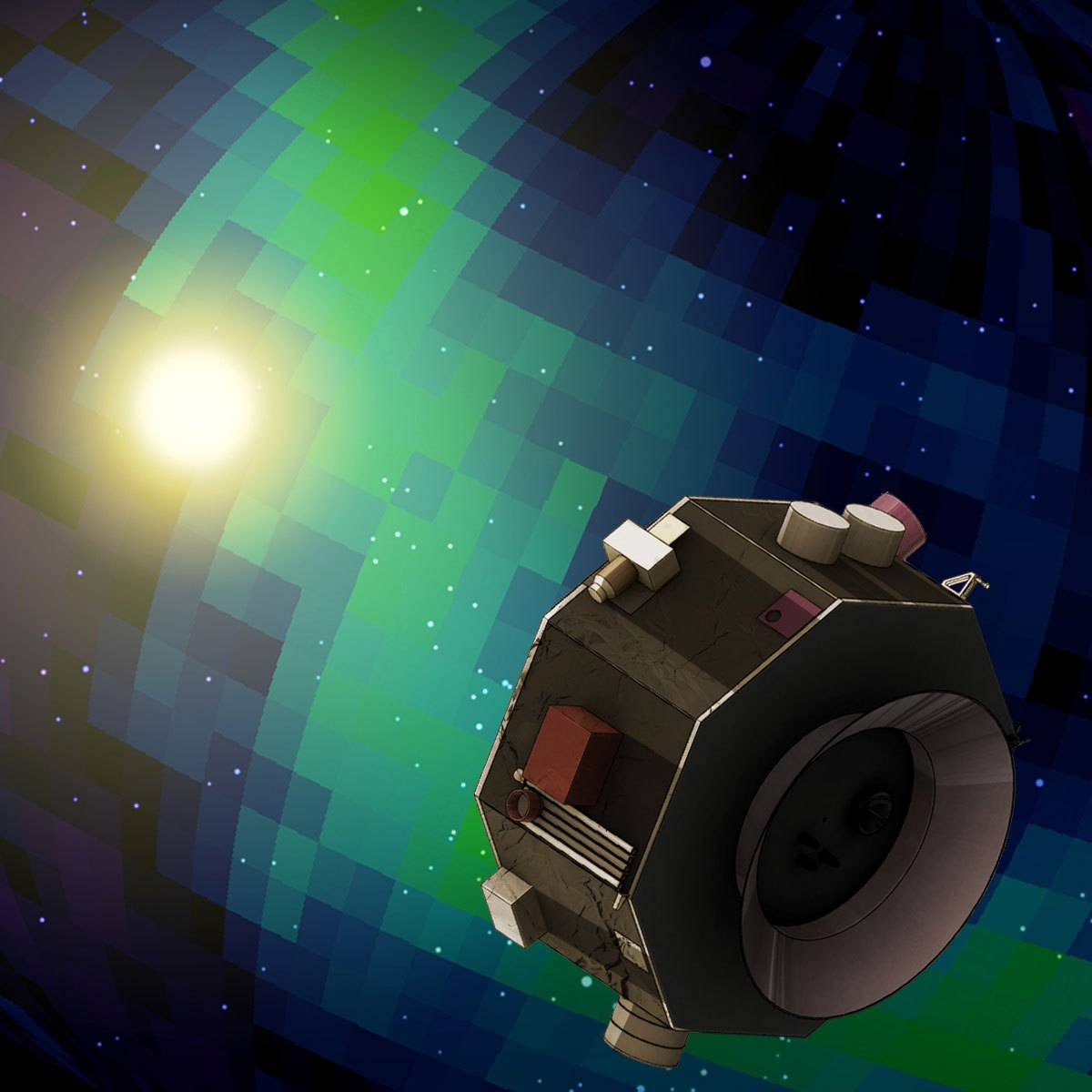
Künstlerische Darstellung von IMAP

Die Interstellar Mapping and Acceleration Probe (IMAP) ist eine geplante Raumsonde der US-Raumfahrtbehörde NASA zur Erforschung der Heliosphäre. Beteiligt sind auch die Princeton University und die Johns Hopkins University.
Der Sonde soll 1,5 Millionen km innerhalb der Erdumlaufbahn, am Lagrange-Punkt L1, um die Sonne kreisen und Interaktionen zwischen dem Sonnenwind und dem interstellaren Medium untersuchen.
Der Start ist für 2025 geplant.